# Robert H. Adams
Robert H. Adams (Rockbridge megye, 1792 - Natchez, 1830. július 2.) az Amerikai Egyesült Államok szenátora (Mississippi, 1830).